# 大熊本証券
大熊本証券株式会社（だいくまもとしょうけん）は、熊本県熊本市中央区下通一丁目に本拠を構える証券会社。

## 沿革
- 1936年(昭和11年) - 創業。
- 1947年(昭和22年) - 大熊本証券株式会社設立。
- 1950年(昭和25年) - 天草営業所（現 支店）開設。
- 1968年(昭和43年) - 証券取引法改正により登録制から免許制へ、証券業免許を取得。
- 1979年(昭和54年) - 八代営業所（現 支店）開設。
- 1987年(昭和62年) - 玉名営業所（現 支店）開設。
- 1989年(平成元年) - 増資により、資本金2億20万円。
- 1991年(平成3年) - 増資により、資本金3億356万円。
- 1998年(平成10年) - 証券取引法改正により免許制から登録制へ、証券業登録。
- 1999年(平成11年) - 増資により、資本金3億4,356万円。
- 2006年(平成18年) - 日赤通り支店開設。

## 店舗
- 本店 : 〒860-0807 熊本県熊本市中央区下通1-7-19
- 日赤通り支店 : 〒862-0924 熊本県熊本市中央区帯山9-3-5
- 八代支店 : 〒866-0855 熊本県八代市袋町6-58
- 天草支店 : 〒863-0038 熊本県天草市南町1-5
- 玉名支店 : 〒865-0064 熊本県玉名市中1792-1